# Kuruwas Chapakhori
Kuruwas Chapakhori (nep. कुरुवास चापाखोरी) – gaun wikas samiti w środkowej części Nepalu w strefie Bagmati w dystrykcie Kavrepalanchok. Według nepalskiego spisu powszechnego z 2001 roku liczył on 553 gospodarstw domowych i 3047 mieszkańców (1587 kobiet i 1460 mężczyzn).